# Verkehrsgesellschaft Nord-Ost-Niedersachsen

Logo der Verkehrsgesellschaft Nord-Ost-Niedersachsen

Die Verkehrsgesellschaft Nord-Ost Niedersachsen mbH (VNO) ist eine Planungsgesellschaft für Nahverkehr in Stade. Sie berät auch als Managementgesellschaft die kommunalen Aufgabenträger (Landkreise) in sämtlichen Fragen, die den ÖPNV betreffen.
Sie erarbeitet zusammen mit den Landkreisen die Nahverkehrspläne. Außerdem koordiniert sie zusammen mit den Verkehrsunternehmen das Verkehrsangebot in der Region.
Der Geschäftsführer der VNO ist derzeit Karsten Leist.

## Gesellschafter der Verkehrsgesellschaft Nord-Ost-Niedersachsen (VNO)
Folgende Landkreise sind die Gesellschafter der VNO:
- Landkreis Cuxhaven
- Landkreis Harburg
- Landkreis Heidekreis
- Landkreis Lüchow-Dannenberg
- Landkreis Lüneburg
- Landkreis Rotenburg (Wümme)
- Landkreis Stade
- Landkreis Uelzen

## Weblink
- Website der Verkehrsgesellschaft Nord-Ost Niedersachsen